# Sistema uniprocessador
Un sistema uniprocessador és un sistema informàtic amb una sola Unitat Central de Procés.
A mesura que més i més ordinadors utilitzen arquitectures multiprocessament, com per exemple SMP i MPP, el terme s'utilitza per referir-se a sistemes que encara tenen només una CPU. Encara que la majoria d'ordinadors d'escriptori són sistemes uniprocessador, s'espera que els sistemes de processament dual seran cada vegada més comuns.